# 少林五祖 (1974年電影)
《少林五祖》（英語：Five Shaolin masters）是1975年张彻指导，傅声、姜大卫、狄龙主演的一部香港電影，影片按三合會的傳說《西魯傳》，讲述洪門五祖的的故事，该作品在当时还引起了一阵练习武术的热潮。

## 劇情簡介
因为清朝认为少林寺对清朝统治中原很不利，于是一些清朝官员便决定用各种计划来剿灭少林寺的成员。
不过，在清军剿灭少林寺的行动中，有几个人艰难的活了下来，于是他们决定，先练好功夫，然后再出山为报仇。
随后，在他们学有所成后，便决定建立反清联盟以及为同门师兄弟报仇。
虽说最后，他们击败了剿灭他们的清军，除掉了清军的卧底，但是这些人中一部分却死在了与清军的战斗中。
而后，在战斗中幸免的人于是决定加入郑成功的部队，继续的为他们的计划而努力。

## 演员表
- 傅声
- 姜大卫
- 狄龙
- 王龙威
- 黄虾
- 戴良
- 龙逸升
- 徐发
- 戚毅雄
- 刘家辉
- 李振标
- 叶天行
- 冯克安
- 梁家仁
- 蔡弘
- 江岛
- 刘家荣
- 陆剑明
- 戚冠军
- 曾志伟

## 职员表
- 制片人 :彭世伟
- 剪辑:郭廷鸿
- 美术:何介夫
- 动作特技:刘家良

## 備註
1. 1 2  .

## 相關連結
- 豆瓣电影上《少林五祖》的資料 （简体中文）
- 互联网电影数据库（IMDb）上《少林五祖》的资料（英文）